# Ruffenhaus
Ruffenhaus (oberfränkisch: Ruffnhaus) ist ein Gemeindeteil des Marktes Mainleus im Landkreis Kulmbach (Oberfranken, Bayern). Ruffenhaus liegt in der Gemarkung Schmeilsdorf.

## Geografie
Die Einöde Ruffenhaus liegt etwa 200 Meter südlich des Wachholdergrabens, eines linken Zuflusses des Zentbaches. Die Einöde ist mit dem nördlich gelegenen Nachbarort Wachholder zusammengewachsen. Die weiteren Nachbarorte sind Wernstein und Veitlahm im Nordosten, Rothe Kelter und Hornschuchshausen im Südosten, Mainleus im Süden, Schwarzach bei Kulmbach im Südwesten und Schmeilsdorf im Westen. Ruffenhaus ist von dem knapp zwei Kilometer entfernten Mainleus aus zunächst über die Bundesstraße 289 und dann über die Kreisstraßen KU 12 und KU 30 erreichbar.

## Geschichte
1782 wurde der Ort als Jagdhaus des Jägers Rufen erstmals schriftlich erwähnt.  Das Hochgericht übte das bayreuthische Stadtvogteiamt Kulmbach aus. Das Rittergut Schmeilsdorf war Grundherr des Jägerhauses.
Von 1797 bis 1810 unterstand der Ort dem Justiz- und Kammeramt Kulmbach. Mit dem Gemeindeedikt wurde Ruffenhaus dem 1811 gebildeten Steuerdistrikt Schmeilsdorf und der zugleich gebildeten Ruralgemeinde Schmeilsdorf zugewiesen. Die dem Altlandkreis Lichtenfels zugehörige Gemeinde hatte 1961 insgesamt 411 Einwohner, davon sieben in Ruffenhaus, das damals ein Wohngebäude hatte. Nachdem die Gemeinde Schmeilsdorf zu Beginn der Gebietsreform am 1. April 1971 aufgelöst worden war, wurde Ruffenhaus zunächst zu einem Gemeindeteil der Gemeinde Schwarzach b.Kulmbach. Als diese Gemeinde am 1. Januar 1978 ebenfalls aufgelöst wurde, wurde die Einöde zu einem Gemeindeteil des Marktes Mainleus.